# Pietro Vitrano
Pietro Vitrano (Trapani, 1973) è un fumettista e illustratore italiano.

## Biografia
Dopo il diploma all'Accademia delle belle arti di Roma ha collaborato con vari editori come illustratore e disegnatore di fumetti, tra cui  Gremese, Sergio Bonelli Editore (per il quale  ha disegnato anche Nathan Never) e Bugs Comics.

## Opere

### Fumetti
- Nobody, Le Storie# 10, sceneggiatura di Alessandro Bilotta, Bonelli Editore, 2013
- La terra dei vigliacchi, Le Storie #42, sceneggiatura di Alessandro Bilotta, Bonelli Editore, 2016

- I reduci di Mellow Shore, Nathan Never # 325, Bonelli Editore, 2018
- La versione di Herschfeld, Nathan Never # 373, Bonelli Editore, 2022
- Mr Wolf. Il passato che ritorna, sceneggiatura di Davide Rigamonti, Bonelli Editore, 2023, ISBN 9788869619038

### Libri
- Lino Banfi, C'era una volta... nonno Libero (storielle strampalate), prefazione di Francesco Totti, illustrazioni di Pietro Vitrano, Gremese, 2004, ISBN 8884403235
- UBI BABU, Ubi Babu è la storia di un gigante. Per questa ragione il popolo degli uomini piccoli lo vuole mandare via, ma sembra non ci sia posto per lui in tutta la Terra. Un giorno però succede una cosa strana...Racconto scritto e arricchito da piccoli contributi dei suoi stessi figli nato dalle storie della buonanotte del Vitrano padre ed autore della storia e dei testi di questo piccolo libricino parte della narrativa per bambini e adulti.